# ドッコちゃん
ドッコちゃんは、1991年(平成3年)に誕生した福知山市のイメージキャラクターである。
名前の「ドッコ」は市の公式HP上でひらがなではなくカタカナでの表記となっている。

## キャラクター設定
- 生誕地:京都府福知山市
- 誕生年:1991年（平成3年）
- 性別:女の子
- 特技:福知山踊り

ドッコちゃんのデザインは京都府福知山市が1990年（平成2年）に計画した「ふるさと創生計画」の一環であるイメージキャラクターの公募において最優秀作となったものが採択された。モチーフは同市の郷土芸能福知山音頭と福知山踊り。名前は同市で400年以上続くドッコイセまつりで行われる福知山踊りの独特な掛け声である「ドッコイセ」が由来となっている。そのため、福知山踊りが得意である。ただし転んでも受け身が上手く取れないため、運動は苦手。